# 新沟镇 (阜宁县)
新沟镇，是中华人民共和国江苏省盐城市阜宁县下辖的一个乡镇级行政单位。

## 行政区划
新沟镇下辖以下地区：
新胜社区、海宗社区、新沟村、新东村、西沙湖村、大楼村、南湾村、中心村、新南村、吉沟村、新风村、合力村、新西村、新北村和东季村。